# Cosmisoma
Cosmisoma är ett släkte av skalbaggar. Cosmisoma ingår i familjen långhorningar.

## Dottertaxa tillCosmisoma, i alfabetisk ordning[1]
- Cosmisoma acuminatum
- Cosmisoma aeneicollis
- Cosmisoma albohirsutotibialis
- Cosmisoma ammiralis
- Cosmisoma angustipenne
- Cosmisoma argyreum
- Cosmisoma batesi
- Cosmisoma brullei
- Cosmisoma cambaia
- Cosmisoma capixaba
- Cosmisoma chalybeipenne
- Cosmisoma compsoceroides
- Cosmisoma debile
- Cosmisoma fasciculatum
- Cosmisoma flavipes
- Cosmisoma gratum
- Cosmisoma hirtipes
- Cosmisoma humerale
- Cosmisoma leucomelas
- Cosmisoma lineatum
- Cosmisoma lineellum
- Cosmisoma lividum
- Cosmisoma martyr
- Cosmisoma militaris
- Cosmisoma nitidipenne
- Cosmisoma ochraceum
- Cosmisoma persimile
- Cosmisoma plumicorne
- Cosmisoma pulcherrimum
- Cosmisoma reticulatum
- Cosmisoma rhaptos
- Cosmisoma scopipes
- Cosmisoma scopulicorne
- Cosmisoma seabrai
- Cosmisoma speculiferum
- Cosmisoma taunayi
- Cosmisoma tenellum
- Cosmisoma tibiale
- Cosmisoma titania
- Cosmisoma violaceum